# 東京都立多摩総合医療センター

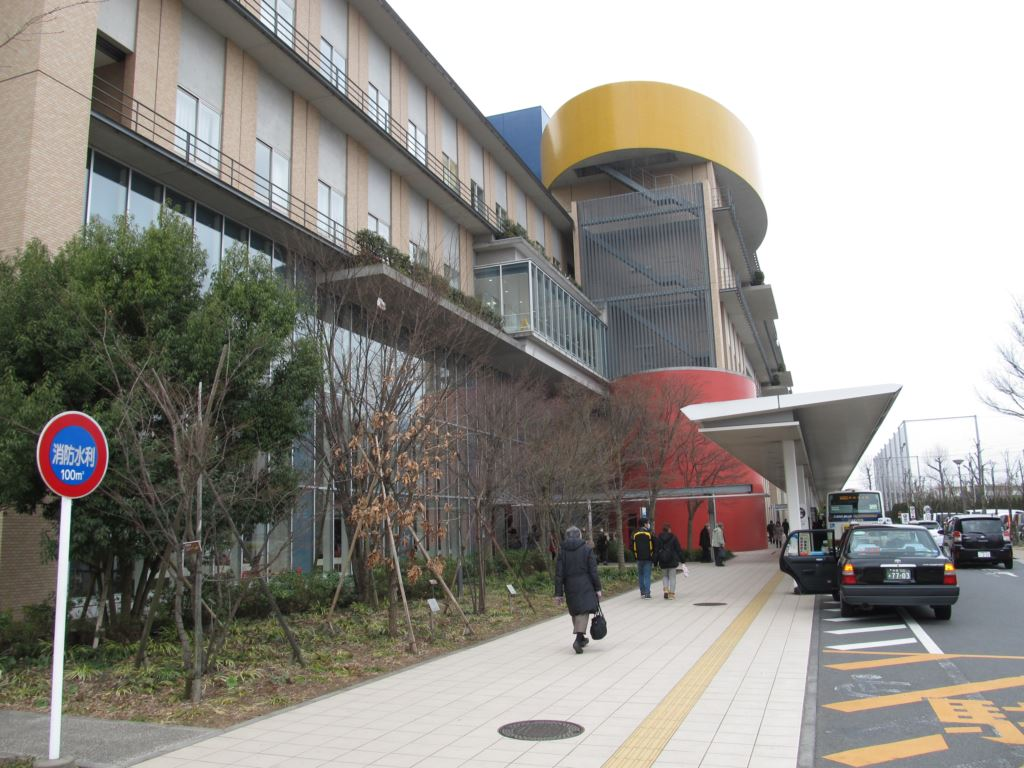
エントランス

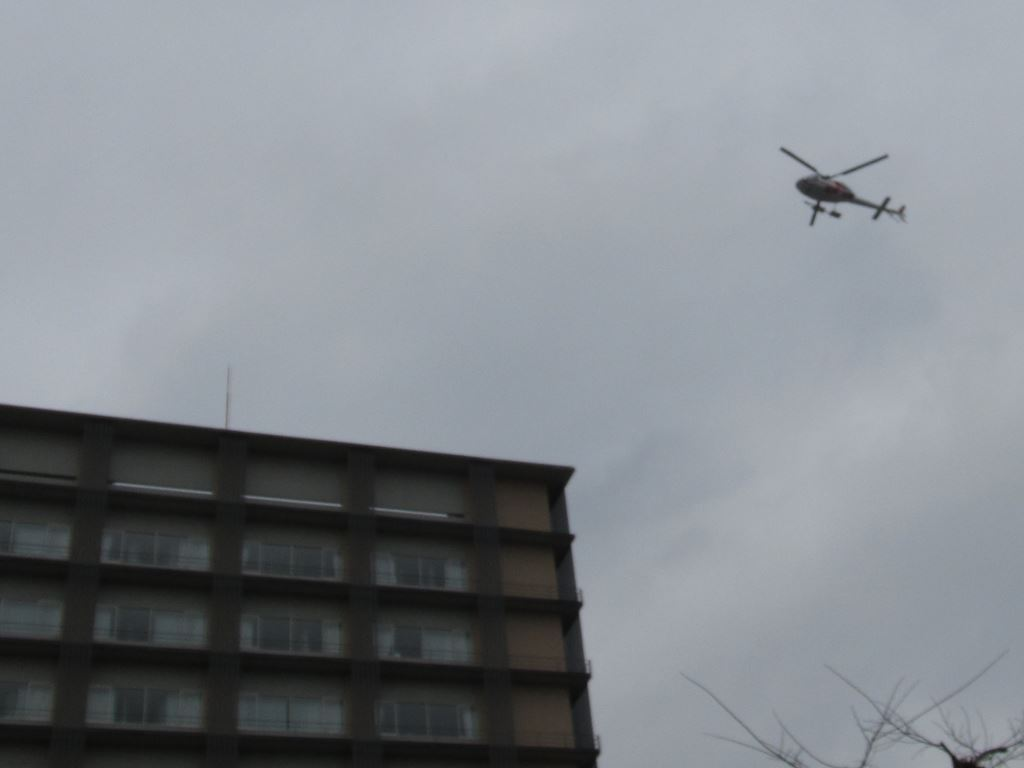
ヘリコプターによる搬送

東京都立多摩総合医療センター（とうきょうとりつたまそうごういりょうせんたー）は、東京都府中市武蔵台にある東京都設置の医療機関である。2010年3月1日に東京都立府中病院（武蔵台2丁目9-2）より全面移転し名称変更した。地方独立行政法人東京都立病院機構が運営。
東京ERの一つである「東京ER・多摩」を併せ持つとともに、同一敷地内に東京都立小児総合医療センター、東京都立神経病院が併設されている。多摩地域では唯一の総合的な医療機能を持つ都立病院である。

## 概要
多摩地域の都立病院として重要な位置付けがされており、東京ERの一つである「東京ER・多摩」を併せ持つ大規模総合病院である。診療科は多く、難病と急性期の患者の措置を中心としており、、救急と地域医師が必要と認めて紹介状を持つ患者を受診している。救急車による搬送数は1万を超える。
府中市域の最北西端かつ最高標高地近く、国分寺断崖の上面台地にある武蔵台の雑木林に覆われた自然が多い場所に位置する。この地域は、医療機関や研究施設が集積しており、当病院の敷地内には、東京都立神経病院、東京都多摩がん検診センター、東京都立府中療育センターがあり、隣接地には東京都立武蔵台特別支援学校、東京都立府中看護専門学校がある。
東京都の都立病院再編整備の一環で、2010年3月1日に「多摩広域基幹病院」としてかつての東京都立府中病院敷地内の隣接地へ新築・移転した。同じ建物内には東京都立小児総合医療センターも開設され、両病院を合わせて建築面積21,950m2・述床面積129,715m2・1,350床という大規模な病院となった。屋上にはドクターヘリ用のヘリポートを有し、地下に免震構造を採用している。施設内外は喫煙場所を除いて全面禁煙である。屋上やバルコニーは緑化されており、自然環境との調和を考え設計されている。
なお、同じ府中市内にある二次救急指定医療機関の「医療法人社団喜平会 府中病院（旧称：奥島病院）」とは全く関係なく、距離も離れているため注意を要する。

## 沿革
多摩総合医療センターの1階ロビーに、都立府中病院時代の木造建築の写真や瓦などの資料が展示されている。
- 1946年（昭和21年）- 東京都立府中病院の母体となる国立健民保養所が発足[3]。
- 1952年（昭和27年）- 東京都立府中病院、結核病院として発足[2][3]。
- 1970年（昭和45年）- 都立府中病院、救急医療を主体とする総合病院となる[2][3]。
- 1990年（平成2年）- 都立府中病院に救命救急センターを開設[2]。
- 2002年（平成14年）
  - 都立府中病院内に「東京ER・府中」を開設[2]。
  - 開院50周年を迎える[2][3]。
- 2010年（平成22年）3月1日 - 東京都立多摩総合医療センターとして移転開院。
- 2022年（令和4年）7月1日 - 東京都病院本部から地方独立行政法人東京都立病院に移行。
- 2023年
  - バーコード付き診察券導入
- 2024年
  - エントランス前立体駐車場建設
  - 二輪車駐車駐輪場移設
  - 加療室拡張

## 指定医療機関
- 保険医療機関（健康保険・後期高齢者医療）
- 労災保険指定医療機関
- 更生医療指定医療機関
- 育成医療指定医療機関
- 精神通院医療指定医療機関
- 身体障害者福祉法指定医の配置されている医療機関
- 精神保健福祉法に基づく指定病院・応急入院指定病院
- 精神保健指定医の配置されている医療機関
- 生活保護法指定医療機関
- 結核指定医療機関
- 指定養育医療機関（未熟児医療）
- 戦傷病者特別援護法指定医療機関
- 原子爆弾被害者医療指定医療機関
- 原子爆弾被害者一般疾病医療取扱医療機関
- 公害医療機関
- 災害拠点病院
- 救命救急センター
- 臨床研修指定病院
- エイズ治療拠点病院
- 特定疾患治療研究事業委託医療機関
- 小児慢性特定疾患治療研究事業委託医療機関
- 指定自立支援医療機関（障害者自立支援法第59条第1項）
  - 心臓脈管外科に関する医療
  - 整形外科に関する医療
  - 免疫に関する医療
  - 眼科に関する医療
  - 耳鼻咽喉科に関する医療
  - 脳神経外科に関する医療
  - 腎臓に関する医療
  - 形成外科に関する医療
  - 口腔に関する医療
  - 精神通院医療
- 歯科医師臨床研修施設

## 診療科
- 内科
- 感染症科
- 血液内科
- 脳神経内科
- 呼吸器内科
- 循環器科
- 精神神経科
- 神経・脳血管内科
- 外科
- 呼吸器外科（胸部外科）
- 心臓血管外科
- 整形外科
- 脳神経外科
- 形成外科
- 皮膚科
- 泌尿器科
- 産婦人科
- 眼科
- 耳鼻咽喉科
- リウマチ膠原病科
- リハビリテーション科
- 診療放射線科
- 麻酔科
- 歯科口腔外科
- 女性専用外来
- 救急診療科

## 院内設備
- 公衆無線LAN（東京Free Wi-Fi）2024年3月1日～[8]
- 飲料自動販売機
- 衣類・タオルレンタル、洗濯サービス（クリーニング店）
- みずほ銀行都立総合医療センター出張所（ATMコーナー）
- 理髪店
- コインロッカー
- 公衆電話
- コンビニエンスストア - ローソン多摩総合医療センター店（店内にATM設置、各種医療関係用品、入院生活用品）
- レストラン「ロイヤルけやき」
- カフェ - ドトールコーヒーショップ都立総合医療センター店（店内ネットカフェ）

## 東京ER・多摩
東京都が設置した三次救急施設（緊急度が高い患者を優先する）の一つ。組織的に当院の一部であり、当院の緊急受付・夜間受付的な役割も果たす。
原則的には、救急診療科の医師が初診を行い、専門的治療が必要な場合や救命医療期を脱した後は、各科あるいは他の施設において治療を行う。救急患者が多く優先する必要があるため、平均入院日数は少なく長期入院者も少ない。

## 東京都立府中療育センター
2020年（令和2年）6月1日、府中療育センターと多摩療育園は、両施設の老朽化に伴い、隣接する旧府中病院跡地で多摩メディカル・キャンパス内に移転・開所した。両施設一体となった新センターの「府中療育センター」では、両施設の機能を兼ね備え、入所、通所、通園、外来診療等、重症心身障害児（者）を含む障害児（者）の療育サービスを提供する。
同年8月6日、旧・東京都立府中療育センターの施設は取り壊される予定だったが、改修や人員の確保を行い、同年10月より新型コロナウイルス感染症専用の施設として100床を設置し運営開始予定であることが報じられた。

## 交通アクセス
敷地内にバスロータリーがあり、冷暖房完備のバス待合室が設置され、京王バスの時刻表が置かれている。
- 中央線・武蔵野線 西国分寺駅 より徒歩約15分
- 京王バス 西国01/寺85/西府01 /永80 /永81「総合医療センター」下車すぐ
- 京王電鉄バス 国03/府21 「総合医療センター」下車すぐ
- 京王電鉄バス 国01/国02 「武蔵台2丁目」下車徒歩5分
- ちゅうバス 北山町循環 「療育センター前」下車徒歩6分
- 東京都立神経病院間との無料シャトルバス
- 自動車（コインパーキング）・患者用自転車置き場
- タクシー（病院前エントランス）